# Piaggio Ciao
Piaggio Ciao je ime družine mopedov nižjega cenovnega razreda, ki jih je od leta 1967 do 2006 proizvajalo podjetje Piaggio.
Ima trdno zadnje vzmetenje in vodilno vzmetenje spredaj. Nekateri modeli vključujejo vzmeten sedež. Motor in pogon sta čisto zaprta, podobno kot je pri skuterjih. Ciao uporablja jermenski pogon, za razliko od večine drugih koles z motorjem, ki jih poganja verižni pogon. Sprednja in zadnja zavora delujeta na principu bobna. Elektriko za luči, hupo in vžig pridobiva iz magnetnega navitja, nima akumulatorja. Vendar pa obstajajo tudi modeli s smerniki, ki za delovanje rabijo 6-voltni akumulator. Na novejših modelih plastičen pokrovček služi tudi kot merilna posodica za mešanje 2-odstotne mešanice olja in goriva za pogon.
V nekaterih državah kot je Kanada so v 1970-ih prodajali te mopede pod blagovno znamko Vespa Ciao.

## Različni modeli in opcije
- Ciao SC  (Okroglo vzmetenje sedeža, vzmeten sedež in vzmeten nosilec sedeža, luč na zadnjem blatniku, stojala za prtljažnik in sam prtljažnik niso odstranljivi, kromirani blatniki)
- Ciao L (kvadratno vzmetenje sedeža, samo sedežno vzmetenje, luč na zadnjem blatniku, stojala za prtljažnik in sam prtljažnik odstranljivi)
- Ciao P  (kvadratno vzmetenje sedeža, samo sedežno vzmetenje, luč na zadnjem prtljažniku, stojala za prtljažnik in sam prtljažnik odstranljivi)
- Ciao Px (okrogla vzmetenje sedeža, vzmeten sedež in vzmeten nosilec sedeža, luč na zadnjem prtljažniku, stojala za prtljažnik in sam prtljažnik ni odstranljiv)
- Ciao Mix  (okroglo vzmetenje sedeža, vzmeten sedež in vzmeten nosilec sedeža, luč na zadnjem prtljažniku, stojala za prtljažnik in sam prtljažnik niso odstranljivi, cisterna za olje na prtljažniku, ki sam dela mešanico)

Piaggio proizvaja tudi dva podobna mopeda kot Ciao. Piaggio SI s sprednjim teleskopskim vzmetenjem in Piaggio Bravo s sprednjim teleskopskim vzmetenjem ter zadnjimi blažilci.